# Tour de l'Ain 2021
La 33e édition du Tour de l'Ain se déroule du 29 au 31 juillet 2021. La course fait partie du calendrier UCI Europe Tour 2021 en catégorie 2.1. Cette édition est remportée par l'Australien Michael Storer de l'équipe DSM, il gagne également la 3e étape et les classements par points et de la montagne.

## Présentation

### Équipes
Classé en catégorie 2.1 de l'UCI Europe Tour, le Tour de l'Ain est par conséquent ouvert aux WorldTeams dans la limite de 50 % des équipes participantes, aux équipes continentales professionnelles, aux équipes continentales et aux équipes nationales.
| WorldTeams (8)- AG2R Citroën Team - Cofidis - Deceuninck-Quick Step - Team DSM - Groupama-FDJ - Lotto Soudal - Trek-Segafredo - Intermarché-Wanty-Gobert Matériaux ProTeams (8)- Alpecin-Fenix - Arkéa-Samsic - B&B Hotels p/b KTM - Caja Rural-Seguros RGA - Delko - Gazprom-RusVelo - Eolo-Kometa - TotalEnergies Équipes continentales (3)- Hagens Berman Axeon - Saint Michel-Auber 93 - Xelliss-Roubaix Lille Métropole Équipes nationales (2)- Allemagne espoirs - France |
| |

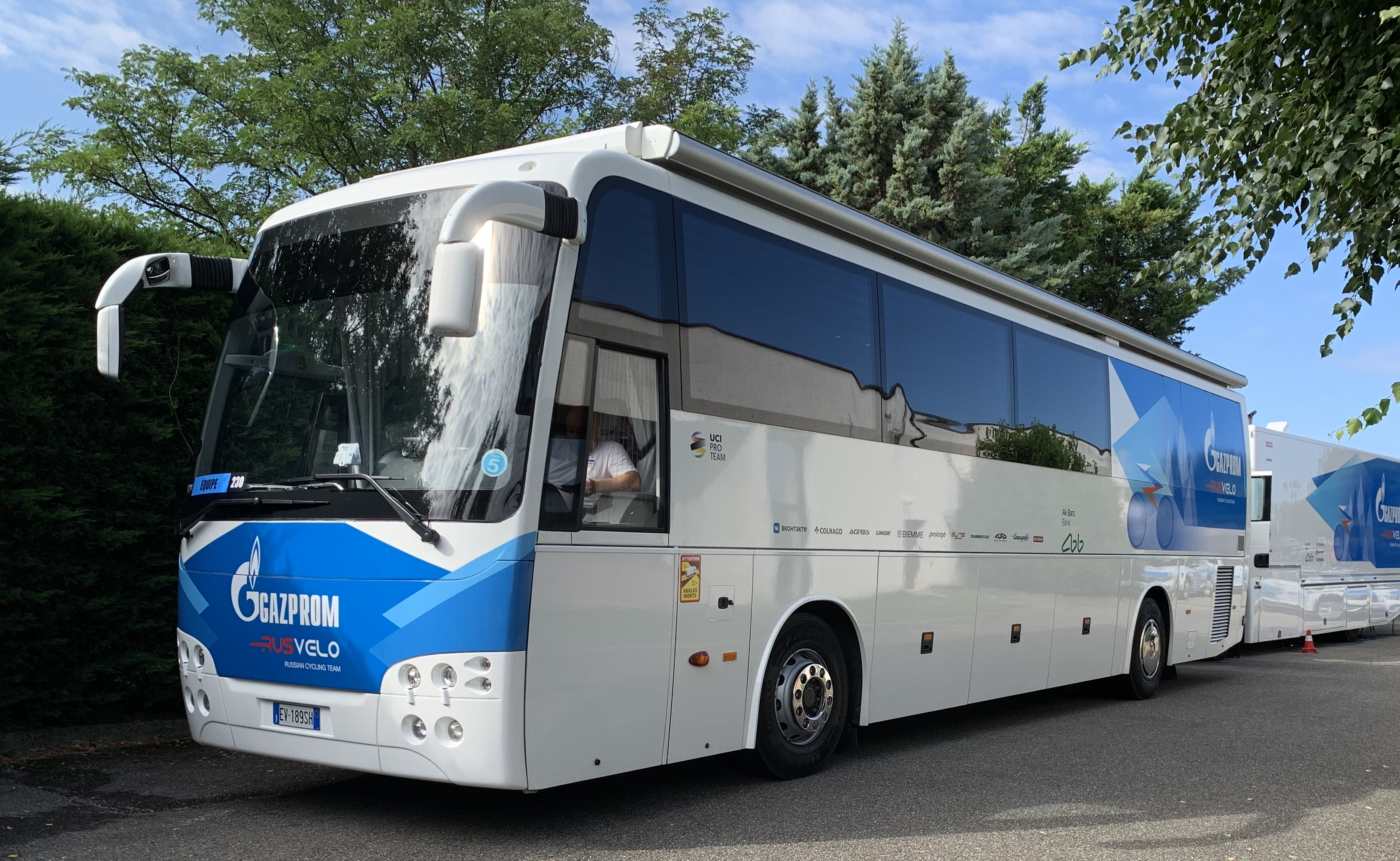
Bus Gazprom-RusVelo sur le Tour de l'Ain 2021.
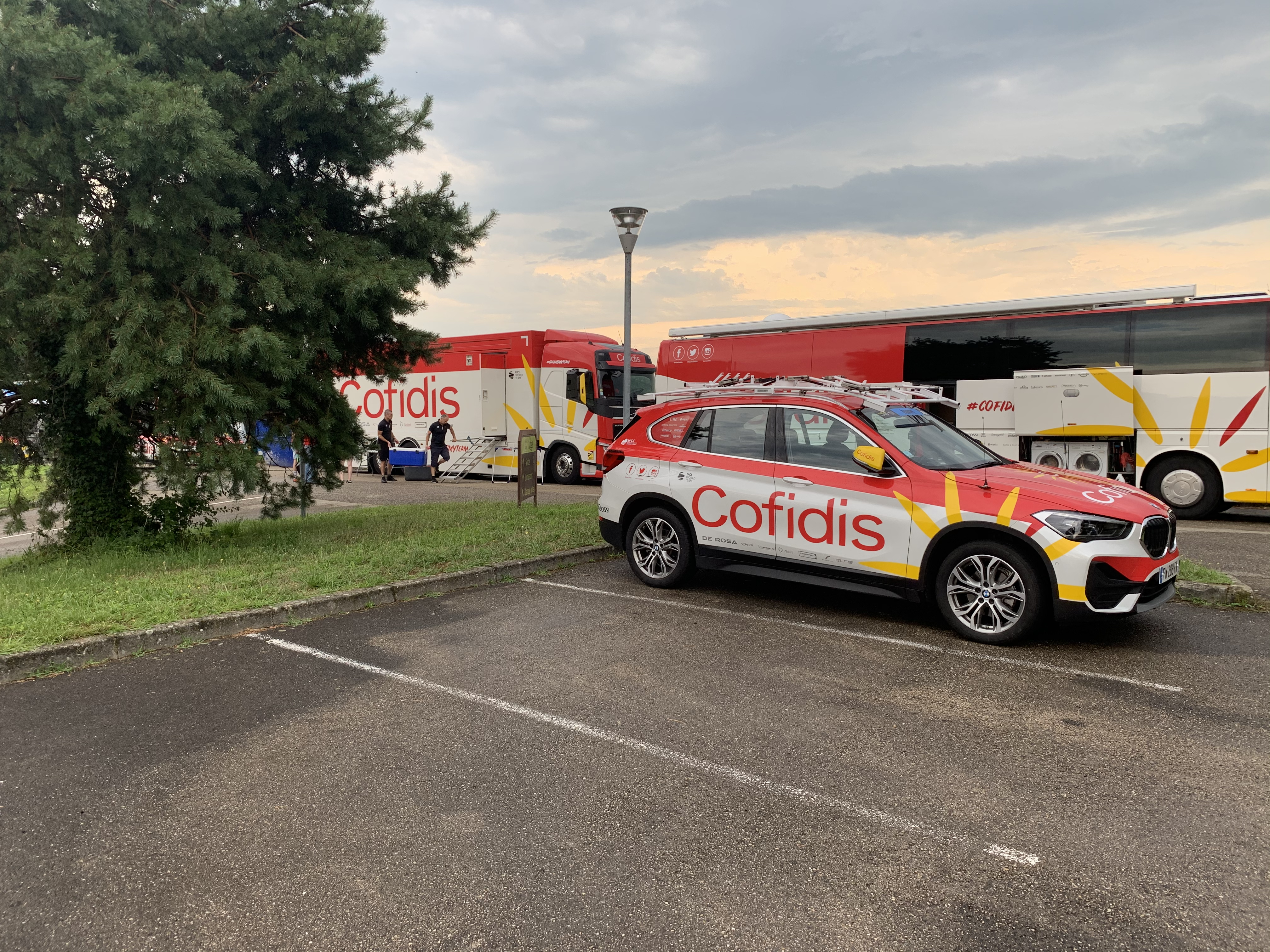
Véhicules Team Cofidis sur le Tour de l'Ain 2021.
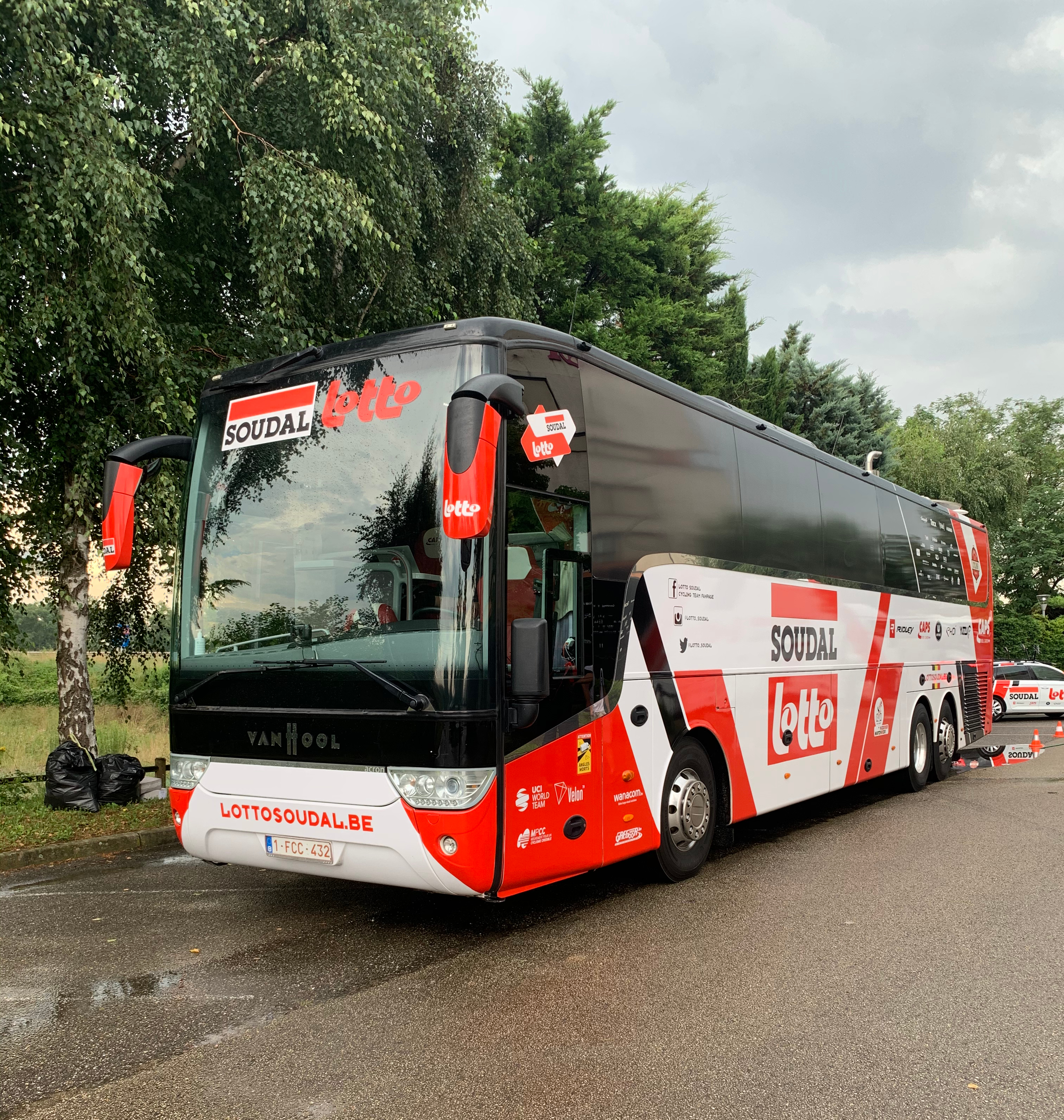
Bus Lotto-Soudal sur le Tour de l'Ain 2021.

## Étapes
Le Tour de l'Ain est constitué de trois étapes en ligne :
| Étape     | Date      | Villes étapes                      | type                      | Distance (km) | Dénivelé (m) | Vainqueur d'étape | Leader du classement général |
| --------- | --------- | ---------------------------------- | ------------------------- | ------------- | ------------ | ----------------- | ---------------------------- |
| 1re étape | 29 juill. | parc des oiseaux – Bourg-en-Bresse | étape de plaine           | 139,27        | 905 m        | Álvaro Hodeg      | Álvaro Hodeg                 |
| 2e étape  | 30 juill. | Lagnieu – Saint-Vulbas             | étape de moyenne montagne | 137,33        | 2 099 m      | Georg Zimmermann  | Georg Zimmermann             |
| 3e étape  | 31 juill. | Izernore – Lélex                   | étape de moyenne montagne | 124,01        | 2 937 m      | Michael Storer    | Michael Storer               |

## Déroulement de la course

### 1reétape

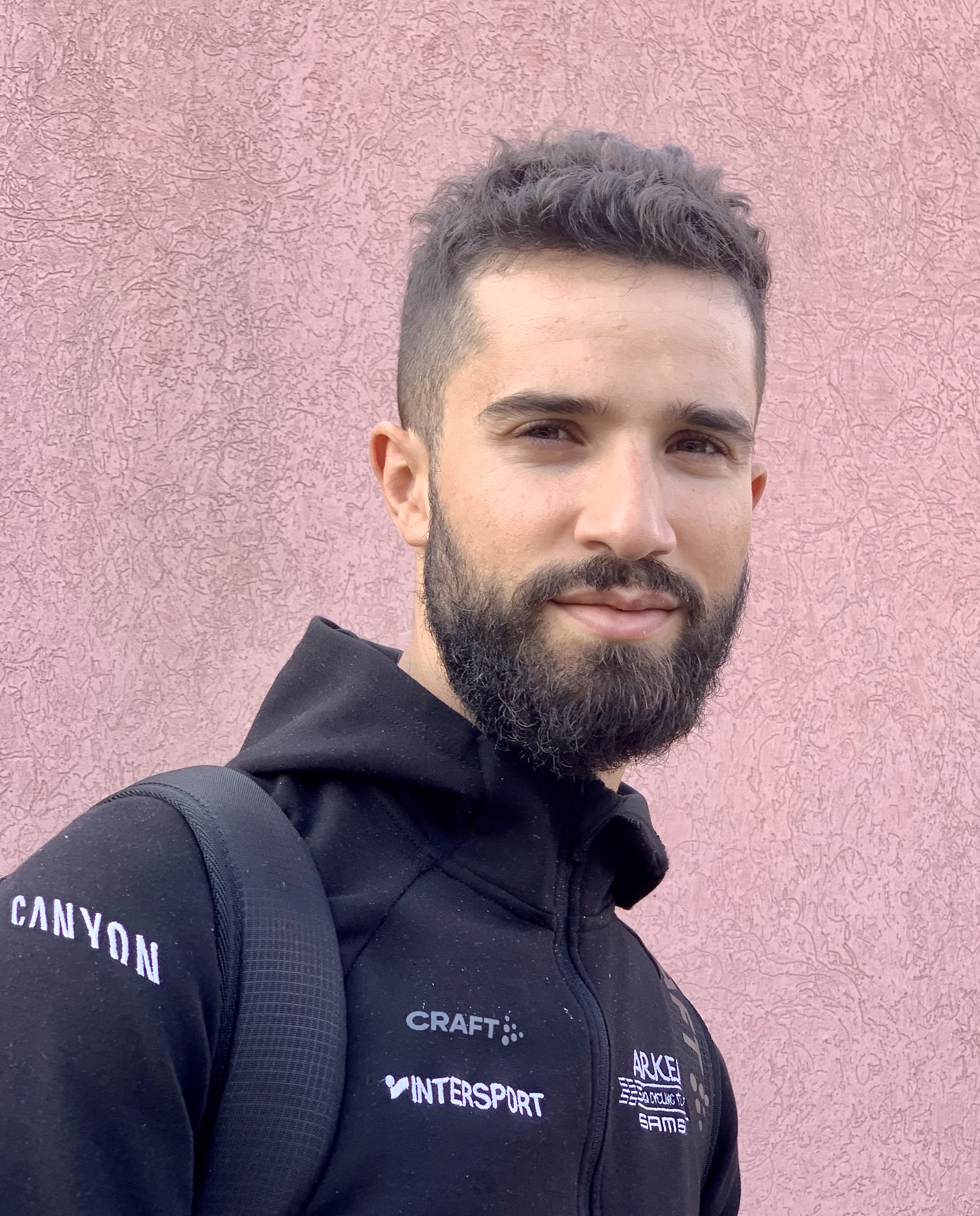
Nacer Bouhanni au matin de la étape dont il termine deuxième.

L'échappée est constituée de trois coureur Antoine Duchesne, Josu Etxeberria et Alexander Tarlton. Dans la côte de Vandeins, Etxeberria lance le sprint pour les point du classement de la montagne mais se fait passer par Tarlton tandis que Duchesne ne dispute pas le sprint. En passant en tête Tarlton s'assure le port du maillot de la montagne car il y avait qu'une seule difficulté sur cette première étape. Etxeberria se relève après la difficulté tandis que ses anciens compagnons d'échappée essayent de tenir tête au peloton emmener par les formations Arkéa-Samsic et Deceunick-Quick Step. L'échappé de deux est reprise dans les dix derniers kilomètres. Dans les cinq derniers kilomètre le peloton est mené par l'équipe Deceuninck-Quick Step. Álvaro Hodeg est emmener parfaitement par ses équipiers tandis que Nacer Bouhanni, Bryan Coquard et Niccolò Bonifazio frottent pour être dans sa roue. Hodeg fait tout le sprint en tête alors que Bouhanni se fait enfermer en début de sprint par Coquard sur la gauche de la route. Lorsque Bouhanni trouve une ouverture pour passer c'est trop tard pour la victoire et Hodeg s'impose facilement devant Bouhanni et Coquard. Au niveau des maillots et des prix, Álvaro Hodeg est leader du classement général et du classement par point, Alexander Tarlton est leader du classement de la montagne, Jason Tesson est leader du classement des jeunes, et Antoine Duchesne est élu combatif du jour.
| \| Classement de l'étape \| Classement de l'étape \| Classement de l'étape \| Classement de l'étape \| Classement de l'étape \| \| Coureur \| Coureur \| Pays \| Équipe \| Temps \| \| --------------------- \| --------------------- \| --------------------- \| ---------------------------------- \| --------------------- \| \| 1er \| Álvaro Hodeg \| Colombie \| Deceuninck-Quick Step \| 3 h 04 min 57 s \| \| 2e \| Nacer Bouhanni \| France \| Arkéa-Samsic \| + 0 s \| \| 3e \| Bryan Coquard \| France \| B&B Hotels p/b KTM \| + 0 s \| \| 4e \| Niccolò Bonifazio \| Italie \| TotalEnergies \| + 0 s \| \| 5e \| Jason Tesson \| France \| Saint Michel-Auber 93 \| + 0 s \| \| 6e \| Riccardo Minali \| Italie \| Intermarché-Wanty-Gobert Matériaux \| + 0 s \| \| 7e \| Florian Vermeersch \| Belgique \| Lotto-Soudal \| + 0 s \| \| 8e \| Emmanuel Morin \| France \| Cofidis \| + 0 s \| \| 9e \| Clément Venturini \| France \| AG2R Citroën Team \| + 0 s \| \| 10e \| Dries De Bondt \| Belgique \| Alpecin-Fenix \| + 0 s \| |                    |          |                                    |                 |
| |                    |          |                                    |                 |
| Sources : ProCyclingStats Cycling Archives |                    |          |                                    |                 |
| Classement de l'étape |                    |          |                                    |                 |
| Coureur | Coureur            | Pays     | Équipe                             | Temps           |
| 1er | Álvaro Hodeg       | Colombie | Deceuninck-Quick Step              | 3 h 04 min 57 s |
| 2e | Nacer Bouhanni     | France   | Arkéa-Samsic                       | + 0 s           |
| 3e | Bryan Coquard      | France   | B&B Hotels p/b KTM                 | + 0 s           |
| 4e | Niccolò Bonifazio  | Italie   | TotalEnergies                      | + 0 s           |
| 5e | Jason Tesson       | France   | Saint Michel-Auber 93              | + 0 s           |
| 6e | Riccardo Minali    | Italie   | Intermarché-Wanty-Gobert Matériaux | + 0 s           |
| 7e | Florian Vermeersch | Belgique | Lotto-Soudal                       | + 0 s           |
| 8e | Emmanuel Morin     | France   | Cofidis                            | + 0 s           |
| 9e | Clément Venturini  | France   | AG2R Citroën Team                  | + 0 s           |
| 10e | Dries De Bondt     | Belgique | Alpecin-Fenix                      | + 0 s           |

| \| Classement général \| Classement général \| Classement général \| Classement général \| Classement général \| \| Coureur \| Coureur \| Pays \| Équipe \| Temps \| \| ------------------ \| ------------------ \| ------------------ \| ---------------------------------- \| ------------------ \| \| 1er \| Álvaro Hodeg \| Colombie \| Deceuninck-Quick Step \| 3 h 04 min 47 s \| \| 2e \| Nacer Bouhanni \| France \| Arkéa-Samsic \| + 4 s \| \| 3e \| Bryan Coquard \| France \| B&B Hotels p/b KTM \| + 6 s \| \| 4e \| Niccolò Bonifazio \| Italie \| TotalEnergies \| + 10 s \| \| 5e \| Jason Tesson \| France \| Saint Michel-Auber 93 \| + 10 s \| \| 6e \| Riccardo Minali \| Italie \| Intermarché-Wanty-Gobert Matériaux \| + 10 s \| \| 7e \| Florian Vermeersch \| Belgique \| Lotto-Soudal \| + 10 s \| \| 8e \| Emmanuel Morin \| France \| Cofidis \| + 10 s \| \| 9e \| Clément Venturini \| France \| AG2R Citroën Team \| + 10 s \| \| 10e \| Dries De Bondt \| Belgique \| Alpecin-Fenix \| + 10 s \| |                    |          |                                    |                 |
| |                    |          |                                    |                 |
| Sources : ProCyclingStats Cycling Archives |                    |          |                                    |                 |
| Classement général |                    |          |                                    |                 |
| Coureur | Coureur            | Pays     | Équipe                             | Temps           |
| 1er | Álvaro Hodeg       | Colombie | Deceuninck-Quick Step              | 3 h 04 min 47 s |
| 2e | Nacer Bouhanni     | France   | Arkéa-Samsic                       | + 4 s           |
| 3e | Bryan Coquard      | France   | B&B Hotels p/b KTM                 | + 6 s           |
| 4e | Niccolò Bonifazio  | Italie   | TotalEnergies                      | + 10 s          |
| 5e | Jason Tesson       | France   | Saint Michel-Auber 93              | + 10 s          |
| 6e | Riccardo Minali    | Italie   | Intermarché-Wanty-Gobert Matériaux | + 10 s          |
| 7e | Florian Vermeersch | Belgique | Lotto-Soudal                       | + 10 s          |
| 8e | Emmanuel Morin     | France   | Cofidis                            | + 10 s          |
| 9e | Clément Venturini  | France   | AG2R Citroën Team                  | + 10 s          |
| 10e | Dries De Bondt     | Belgique | Alpecin-Fenix                      | + 10 s          |

### 2eétape

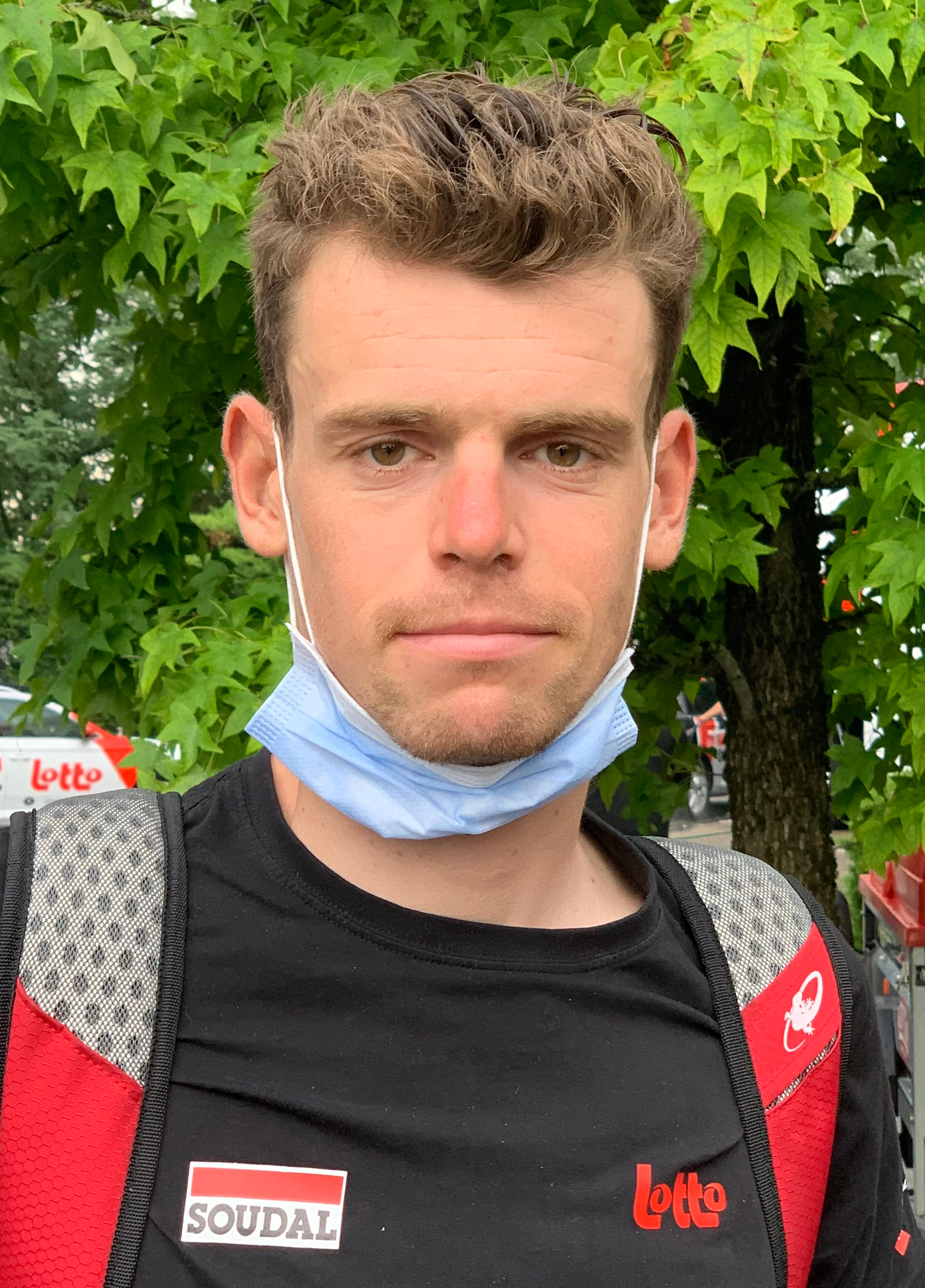
Harm Vanhoucke à l'issue de la 2e étape dont il termine troisième.

La première échappée est composée de deux coureurs, Otto Vergaerde et Dylan Kowalski. Dans la côte de Corlier, c’est Dylan Kowalski qui passe en tête. À 84 km de l’arrivée, l’échappée est rejointe par un groupe d’une vingtaine de coureurs qui vient de sortir du peloton sous l’impulsion de Pierre Latour. À 79 km de l'arrivée le peloton reprend le groupe car des coureurs dangereux pour le général été présents comme Tobias Ludvigsson, Pierre Latour ou Quinn Simmons. À 70 km de l'arrivée, un groupe de quatorze coureurs qui comprend notamment Maxime Bouet, Niklas Eg, Andreas Kron et Geoffrey Soupe sort du peloton et piège l’équipe Ag2r-Citroën qui contrôle le peloton. L'équipe Ag2r-Citroën est obligé de rouler car les formations adverses ont placé des coureurs dans le groupe de quatorze. L’écart reste autour de quinze secondes pendant cinq kilomètres avant que le peloton ne revienne sur le groupe échappé dans l’ascension du col de Ballon. Sebastian Schönberger passe en tête au col de Ballon. Dans la descente Théo Delacroix prend quelques longueurs sur le peloton avant d’être rejoint par Sebastian Schönberger et Florent Castellarnau avant d’entamer le col d’Ordonnaz. L'échappée entame le col d’Ordonnaz avec vingt secondes d’avance sur le peloton contrôlé par l’équipe Groupama-FDJ. Tobias Ludvigsson accélère le rythme du peloton et revient sur l’échappée, ce qui fait que le maillot jaune Álvaro Hodeg lâche à quarante-six kilomètres de l’arrivée. Lorsque Tobias Ludvigsson s’écarte Rudy Molard va se montrer offensif en plaçant 3 attaques sans parvenir à sortir car l’équipe Lotto-Soudal contrôle le rythme du peloton. Au sommet c’est Sylvain Moniquet qui passe en tête. Après le col d’Ordonnaz, il n’y a pas de descente mais un faux plat montant vers le pied du col de Portes ce qui permet à une échappée de cinq coureurs de se former avec Harm Vanhoucke, Michael Storer, Rémy Rochas, Georg Steinhauser et Matteo Badilatti alors que l’équipe Deceuninck-Quick Step tente de maintenir l'écart dans l'ascension du col de Portes. Rémy Rochas passe en tête au col de Portes avec dans sa roue ses quatre compagnons d'échappée. Sylvain Moniquet prend le maillot du classement de la montagne car il ne peut plus être rattrapé sur cette étape. Le peloton passe avec quarante secondes de retard sur l’échappée et file dans la descente vers les quinze derniers kilomètres qui sont plats. La mauvaise entente dans le groupe d'échappée fait que le peloton se rapproche vite alors que l’équipe Trek-Segafredo fait le forcing dans la descente ce qui provoque des cassures au bas de la descente. À dix kilomètres de la ligne, le groupe de cinq présente une avance de vingt secondes sur le groupe des favoris emmené par les équipes Trek-Segafredo, Deceuninck-Quick Step et Ag2r-Citroën. À 4 kilomètres de l'arrivée, Georg Zimmermann s’échappe du groupe des favoris qui se désorganise alors que le groupe de cinq est toujours présent à l’avant de la course avec une avance de dix-huit secondes. À trois kilomètres de l’arrivée, la pluie fait son apparition alors que le groupe des favoris se trouve à quinze secondes et que Zimmermann est en train de boucher l’écart rapidement. L'Allemand de l’équipe Intermarché-Wanty Gobert rentre sur le groupe d'échappée au niveau des deux kilomètres de la ligne. L’échappé est pratiquement assuré de jouer la gagne car les favoris se marquent et ne font plus l'effort pour revenir sur le groupe de devant. Zimmermann lance le sprint de loin avant les deux virages à gauche mais ne se fait pas remonter. Au niveau des classements et des prix, Georg Zimmermann est leader du classement général et du classement par point, Sylvain Moniquet est leader du classement de la montagne, Georg Steinhauser est leader du classement des jeunes, et Florent Castellarnau est élu combatif du jour.
| \| Classement de l'étape \| Classement de l'étape \| Classement de l'étape \| Classement de l'étape \| Classement de l'étape \| \| Coureur \| Coureur \| Pays \| Équipe \| Temps \| \| --------------------- \| ---------------------- \| --------------------- \| ---------------------------------- \| --------------------- \| \| 1er \| Georg Zimmermann \| Allemagne \| Intermarché-Wanty-Gobert Matériaux \| 3 h 05 min 42 s \| \| 2e \| Michael Storer \| Australie \| Team DSM \| + 0 s \| \| 3e \| Harm Vanhoucke \| Belgique \| Lotto-Soudal \| + 0 s \| \| 4e \| Rémy Rochas \| France \| Cofidis \| + 0 s \| \| 5e \| Matteo Badilatti \| Suisse \| Groupama-FDJ \| + 0 s \| \| 6e \| Georg Steinhauser \| Allemagne \| Allemagne espoirs \| + 0 s \| \| 7e \| José Manuel Díaz \| Espagne \| Delko \| + 18 s \| \| 8e \| Aurélien Paret-Peintre \| France \| AG2R Citroën Team \| + 22 s \| \| 9e \| Quinn Simmons \| États-Unis \| Trek-Segafredo \| + 22 s \| \| 10e \| Pierre Latour \| France \| TotalEnergies \| + 22 s \| |                        |            |                                    |                 |
| |                        |            |                                    |                 |
| Sources : ProCyclingStats Cycling Archives |                        |            |                                    |                 |
| Classement de l'étape |                        |            |                                    |                 |
| Coureur | Coureur                | Pays       | Équipe                             | Temps           |
| 1er | Georg Zimmermann       | Allemagne  | Intermarché-Wanty-Gobert Matériaux | 3 h 05 min 42 s |
| 2e | Michael Storer         | Australie  | Team DSM                           | + 0 s           |
| 3e | Harm Vanhoucke         | Belgique   | Lotto-Soudal                       | + 0 s           |
| 4e | Rémy Rochas            | France     | Cofidis                            | + 0 s           |
| 5e | Matteo Badilatti       | Suisse     | Groupama-FDJ                       | + 0 s           |
| 6e | Georg Steinhauser      | Allemagne  | Allemagne espoirs                  | + 0 s           |
| 7e | José Manuel Díaz       | Espagne    | Delko                              | + 18 s          |
| 8e | Aurélien Paret-Peintre | France     | AG2R Citroën Team                  | + 22 s          |
| 9e | Quinn Simmons          | États-Unis | Trek-Segafredo                     | + 22 s          |
| 10e | Pierre Latour          | France     | TotalEnergies                      | + 22 s          |

| \| Classement général \| Classement général \| Classement général \| Classement général \| Classement général \| \| Coureur \| Coureur \| Pays \| Équipe \| Temps \| \| ------------------ \| ---------------------- \| ------------------ \| ---------------------------------- \| ------------------ \| \| 1er \| Georg Zimmermann \| Allemagne \| Intermarché-Wanty-Gobert Matériaux \| 6 h 10 min 29 s \| \| 2e \| Michael Storer \| Australie \| Team DSM \| + 4 s \| \| 3e \| Harm Vanhoucke \| Belgique \| Lotto-Soudal \| + 6 s \| \| 4e \| Rémy Rochas \| France \| Cofidis \| + 10 s \| \| 5e \| Georg Steinhauser \| Allemagne \| Allemagne espoirs \| + 10 s \| \| 6e \| Matteo Badilatti \| Suisse \| Groupama-FDJ \| + 10 s \| \| 7e \| José Manuel Díaz \| Espagne \| Delko \| + 28 s \| \| 8e \| Aurélien Paret-Peintre \| France \| AG2R Citroën Team \| + 32 s \| \| 9e \| Pierre Latour \| France \| TotalEnergies \| + 32 s \| \| 10e \| Clément Champoussin \| France \| AG2R Citroën Team \| + 32 s \| |                        |           |                                    |                 |
| |                        |           |                                    |                 |
| Sources : ProCyclingStats Cycling Archives |                        |           |                                    |                 |
| Classement général |                        |           |                                    |                 |
| Coureur | Coureur                | Pays      | Équipe                             | Temps           |
| 1er | Georg Zimmermann       | Allemagne | Intermarché-Wanty-Gobert Matériaux | 6 h 10 min 29 s |
| 2e | Michael Storer         | Australie | Team DSM                           | + 4 s           |
| 3e | Harm Vanhoucke         | Belgique  | Lotto-Soudal                       | + 6 s           |
| 4e | Rémy Rochas            | France    | Cofidis                            | + 10 s          |
| 5e | Georg Steinhauser      | Allemagne | Allemagne espoirs                  | + 10 s          |
| 6e | Matteo Badilatti       | Suisse    | Groupama-FDJ                       | + 10 s          |
| 7e | José Manuel Díaz       | Espagne   | Delko                              | + 28 s          |
| 8e | Aurélien Paret-Peintre | France    | AG2R Citroën Team                  | + 32 s          |
| 9e | Pierre Latour          | France    | TotalEnergies                      | + 32 s          |
| 10e | Clément Champoussin    | France    | AG2R Citroën Team                  | + 32 s          |

### 3eétape

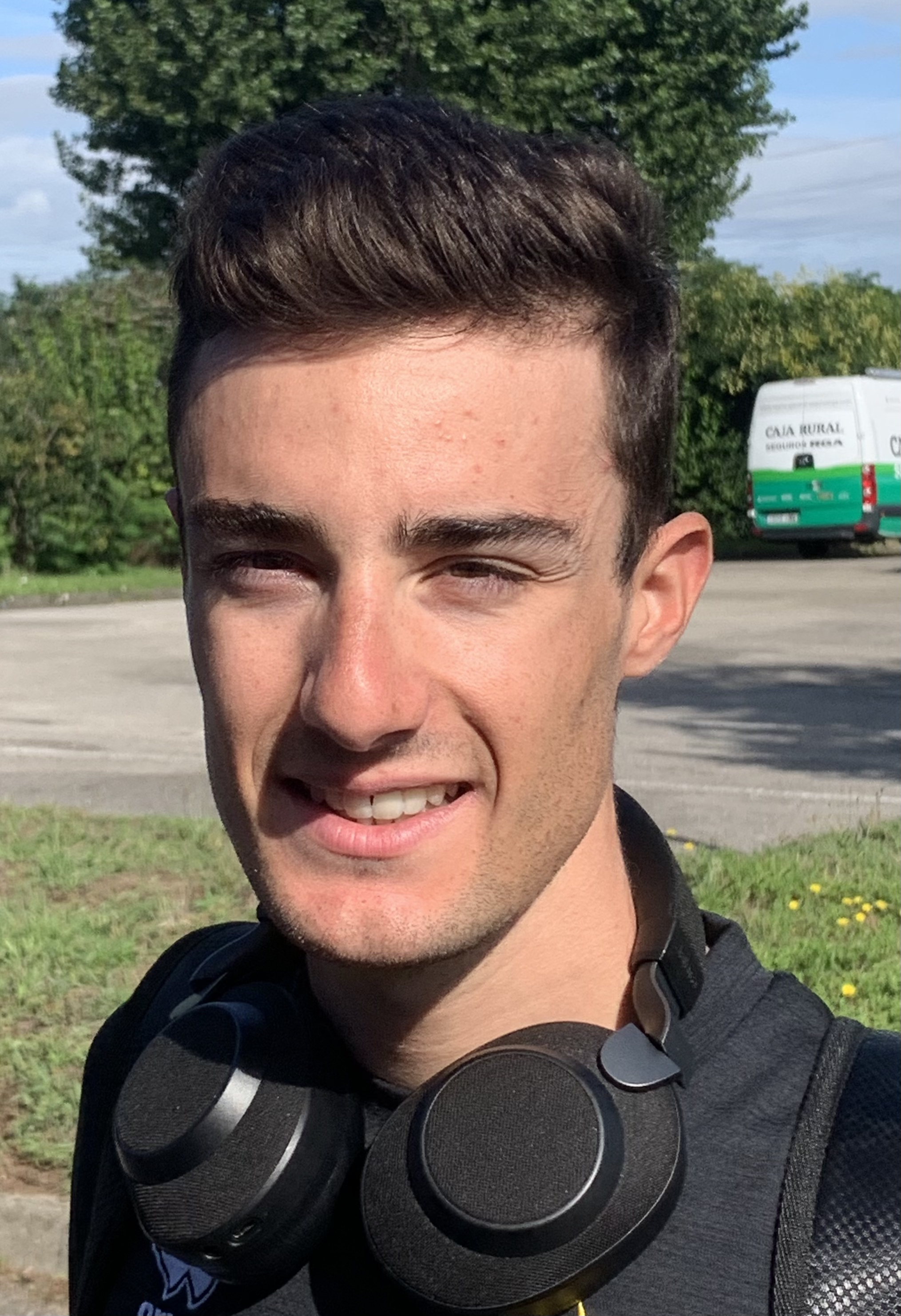
Rémy Rochas au matin de la 3e étape. Il termine 8e du classement général final.

Lors de cette troisième étape et dernière étape les coureurs passent par les ascensions que sont les Côte de Matafelon (2.8 km à 6.1%), Côte de Samognat (4.9 km à 5.8%), Côte de Viry (4.1 km à 6.1%), Côte de Giron (3.7 km à 6.8 %), Col de Menthières (9.1 km à 6.3%). L’étape se termine sur les pentes de Lélex Mont-Jura qui compte surtout 1.9 km à 6.1% à son pied puis 10 kilomètres sur des pentes plus faibles. Au vu des différentes difficultés du jour, il s'agit de l’étape reine de ce Tour de l’Ain.

À 67 kilomètres de l’arrivée, l'échappée du jour est composée de 3 coureurs avec deux français Nans Peters d’AG2R-Citroën et Victor Lafay de Cofidis ainsi qu’un Espagnol Carmelo Urbano de Caja Rural-Seguros RGA. Alors qu’Alan Boileau de B&B Hotels p/b KTM réussit à rejoindre l'échappée car le peloton se trouve à une dizaine de secondes derrière l'échappée. Les coureurs du peloton ne s'entendent pas sur le rythme à imposer en tête pour contrôler les attaques, alors que les coureurs échappés arrivent au sommet de la Côte de Viry et que d’autres coureurs s'extraient du peloton pour rejoindre l'échappée. Carmelo Urbano passe en tête au sommet de la Côte de Viry sans que ses compagnons d'échappée ne tentent de faire le sprint. Dans la descente le Hongrois de l’équipe Eolo-Kometa Erik Fetter tente de rentrer sur l'échappée. La mésentente continue en tête du peloton et à 62 kilomètre de l'arrivée Mathieu Burgaudeau de Total Direct Énergie s’échappe avec Thibault Guernalec d'Arkéa-Samsic alors que le peloton compte 30 secondes de retard sur l'échappée. Erik Fetter réussit à faire la jonction sur les quatre coureurs devant et pendant ce temps-là Simon Guglielmi de Groupama-FDJ rejoint le groupe de contre et qu’un coureur de l’équipe Gazprom-Rusvelo se trouve seul entre le groupe de contre et le peloton qui est toujours pointer avec 30 seconde de retard sur les hommes de tête. À 60 kilomètres du but, la jonction a lieu entre les deux premiers groupes ce qui permet d’avoir 8 coureurs échappés dont 6 français. En tête du peloton l’équipe Intermarché-Wanty-Gobert Matériaux du leader du général Georg Zimmermann impose le rythme et pointe avec 46 secondes de retard sur les hommes de tête. Un kilomètre plus tard, c'est au tour de Dmitri Strakhov de l’équipe Gazprom-Rusvelo de rentrer sur l'échappée ce qui porte le nombre de coureur en tête à 9. Alors que les coureurs entament les 50 derniers kilomètres, les échappés débutent l’ascension de la Côte de Giron avec 1 minute d’avance sur le peloton contrôlé par les équipes Intermarché-Wanty-Gobert Matériaux, Trek-Segafredo et Deceuninck-Quick Step. Dans le peloton quelques coureurs perdent le contact dans la Côte de Giron dont Jan Hirt. Camelo Urbano attaque le groupe d'échappée pour pouvoir faire une sélection dans le groupe permettant une meilleure collaboration alors que l'écart avec le peloton est de 45 secondes à 48 kilomètres de l’arrivée. Le groupe de tête est maintenant composé de 6 coureurs Mathieu Burgaudeau, Thibault Guernalec et Erik Fetter sont donc lâché. Au sommet, Simon Guglielmi passe en tête sans que ses compagnons d'échappée ne tentent de passer devant lui. On peut également noter que Sylvain Moniquet, le porteur du maillot du classement de la montagne à perdu quelques longueurs sur le peloton mais s’accroche pour rentrer au début de la descente. Dans la première partie de la descente Thibault Guernalec rentre sur l'échappée alors que Mathieu Burgaudeau est repris par le peloton qui compte 1 minute de retard à 45 kilomètres de l’arrivée. L’équipe Total Direct Energie qui ne compte plus de coureur échappé prend le contrôle de la tête du peloton avec Mathieu Burgaudeau et Geoffrey Soupe pour permettre à Pierre Latour d'être bien placé dans la descente. Erik Fetter est rattrapé par les coureurs de l’équipe française et l’écart baisse avec l'échappée qui ne compte plus que 30 secondes d’avance à 38 kilomètre du but. Camelo Urbano se fait reprendre à 30 kilomètres de l'arrivée tandis que Simon Guglielmi tente de se détacher de l’échappée au pied du Col de Menthières suivie par Alan Boileau et Victor Lafay. C’est Quinn Simmons qui emmène le peloton au pied de la principale ascension du jour et reprend Thibault Guernalec, Nans Peters et Dmitri Strakhov. Victor Lafay contre Simon Guglielmi et réussit à partir seul alors que Alan Boileau s’accroche pour rester dans la roue de Simon Guglielmi. Le rythme élevé de Quinn Simmons fait des dégâts dans le peloton et de nombreux coureurs lâchent. Simon Guglielmi qui est parti trop vite au pied du col se fait lâcher par Alan Boileau et reprendre par le peloton alors que Victor Lafay compte moins de 20 secondes d’avance. Quelques centaines de mètres plus tard, c'est au tour d’Alan Boileau d’être rattrapé par le peloton alors que Rémy Rochas attaque en tête du peloton pour rejoindre son coéquipier Victor Lafay et tenter de renverser le classement général car il ne compte que 10 secondes de retard sur le maillot jaune de Georg Zimmermann. L’attaque du coureur de la Cofidis a pour conséquence que l’équipe Lotto-Soudal se met à rouler en tête du peloton pour maintenir le duo à une dizaine de secondes. À 26 kilomètre de l'arrivée le peloton reprend le groupe de tête et continue le rythme pour lâcher un maximum de coureur alors que le leader du général Georg Zimmermann recule dans les dernières positions du peloton et que Georg Steinhauser le leader du classement des jeunes s’accroche en dernière position pour rester avec les favoris. Un kilomètre plus tard alors que les deux derniers équipiers de Harm Vanhoucke de l’équipe Lotto-Soudal accélèrent avant de s'écarter, Georg Steinhauser est lâché alors que Georg Zimmermann et Rudy Molard perdent quelques mètres sur le groupe des favoris tout comme Pierre Latour. Zimmermann s’arrache pour suivre le rythme de Pierre Latour alors qu’ils comptent quelques dizaines de mètres de retard sur le groupe des favoris composé de 6 coureurs. Alors que les coureurs arrivent à 24 kilomètres de l'arrivée, le maillot jaune parvient plus à suivre le rythme de Pierre Latour et se retrouve dans un troisième groupe à 21 secondes du groupe de tête toujours emmené par Harm Vanhoucke de la Lotto-Soudal. Le démarrage du deuxième du général Michael Storer à pour conséquence que Vanhoucke demande un relai pour que les autres favoris roule également pour limiter l’écart sur Storer qui passe en tête du Col de Menthières avec 20 secondes d’avance sur Matteo Badilatti, Harm Vanhoucke, Clément Champoussin, Mattias Skjelmose et Andrea Bagioli, et 50 secondes sur le groupe Georg Zimmermann qui compte 8 coureurs dont Pierre Latour, Andreas Kron ou encore Rudy Molard. Au bas de la descente alors qu’il reste 11 kilomètre à parcourir Michael Storer compte toujours 20 secondes d’avance sur le groupe des poursuivant et 50 sur le groupe maillot jaune. Dans la première partie de l'ascension avec les plus fort pourcentage de Lélex Mont-Jura Georg Zimmermann a des difficultés pour suivre les autres coureurs de son groupe. Alors que Storer continue de creuser l'écart avec ses poursuivant puisque son avance passe à 30 secondes alors qu’il passe sur des partis moins pentus de l'ascension. Il ne reste plus que 5 kilomètre et Michael Storer compte toujours 30 secondes d’avance sur le groupe des favoris et plus de 1 minute 20 sur le groupe maillot jaune. Au panneau 2 kilomètre Storer semble bien parti pour s’imposer sur l’étape et au général car il compte maintenant 42 secondes sur les cinq coureurs en contre et 1 minute 28 sur le groupe maillot jaune qui a quelques secondes d’avance sur le groupe maillot blanc. Michael Storer s'impose en solitaire avec 43 secondes d'avance le groupe de poursuivant dont Andrea Bagioli règle au sprint. Le groupe maillot blanc a repris le groupe maillot jaune et termine à 1 minute 23 de l'Australien du Team DSM. Au niveau des classements et des prix, Michael Storer remporte le classement général, le classement par point, le classement de la montagne et est élu combatif de l'étape, Andrea Bagioli remporte le classement des jeunes et l'équipe Lotto-Soudal remporte le classement par équipe.
| \| Classement de l'étape \| Classement de l'étape \| Classement de l'étape \| Classement de l'étape \| Classement de l'étape \| \| Coureur \| Coureur \| Pays \| Équipe \| Temps \| \| --------------------- \| --------------------- \| --------------------- \| --------------------- \| --------------------- \| \| 1er \| Michael Storer \| Australie \| Team DSM \| 3 h 02 min 46 s \| \| 2e \| Andrea Bagioli \| Italie \| Deceuninck-Quick Step \| + 43 s \| \| 3e \| Mattias Skjelmose \| Danemark \| Trek-Segafredo \| + 43 s \| \| 4e \| Harm Vanhoucke \| Belgique \| Lotto-Soudal \| + 43 s \| \| 5e \| Matteo Badilatti \| Suisse \| Groupama-FDJ \| + 45 s \| \| 6e \| Clément Champoussin \| France \| AG2R Citroën Team \| + 45 s \| \| 7e \| Maxime Bouet \| France \| Arkéa-Samsic \| + 1 min 23 s \| \| 8e \| Olivier Le Gac \| France \| Groupama-FDJ \| + 1 min 23 s \| \| 9e \| Dmitri Strakhov \| Russie \| Gazprom-RusVelo \| + 1 min 23 s \| \| 10e \| Andreas Kron \| Danemark \| Lotto-Soudal \| + 1 min 23 s \| |                     |           |                       |                 |
| |                     |           |                       |                 |
| Sources : ProCyclingStats Cycling Archives |                     |           |                       |                 |
| Classement de l'étape |                     |           |                       |                 |
| Coureur | Coureur             | Pays      | Équipe                | Temps           |
| 1er | Michael Storer      | Australie | Team DSM              | 3 h 02 min 46 s |
| 2e | Andrea Bagioli      | Italie    | Deceuninck-Quick Step | + 43 s          |
| 3e | Mattias Skjelmose   | Danemark  | Trek-Segafredo        | + 43 s          |
| 4e | Harm Vanhoucke      | Belgique  | Lotto-Soudal          | + 43 s          |
| 5e | Matteo Badilatti    | Suisse    | Groupama-FDJ          | + 45 s          |
| 6e | Clément Champoussin | France    | AG2R Citroën Team     | + 45 s          |
| 7e | Maxime Bouet        | France    | Arkéa-Samsic          | + 1 min 23 s    |
| 8e | Olivier Le Gac      | France    | Groupama-FDJ          | + 1 min 23 s    |
| 9e | Dmitri Strakhov     | Russie    | Gazprom-RusVelo       | + 1 min 23 s    |
| 10e | Andreas Kron        | Danemark  | Lotto-Soudal          | + 1 min 23 s    |

| \| Classement général \| Classement général \| Classement général \| Classement général \| Classement général \| \| Coureur \| Coureur \| Pays \| Équipe \| Temps \| \| ------------------ \| ------------------- \| ------------------ \| ---------------------------------- \| ------------------ \| \| 1er \| Michael Storer \| Australie \| Team DSM \| 9 h 00 min 35 s \| \| 2e \| Harm Vanhoucke \| Belgique \| Lotto-Soudal \| + 55 s \| \| 3e \| Matteo Badilatti \| Suisse \| Groupama-FDJ \| + 1 min 01 s \| \| 4e \| Andrea Bagioli \| Italie \| Deceuninck-Quick Step \| + 1 min 15 s \| \| 5e \| Mattias Skjelmose \| Danemark \| Trek-Segafredo \| + 1 min 17 s \| \| 6e \| Clément Champoussin \| France \| AG2R Citroën Team \| + 1 min 23 s \| \| 7e \| Georg Zimmermann \| Allemagne \| Intermarché-Wanty-Gobert Matériaux \| + 1 min 29 s \| \| 8e \| Rémy Rochas \| France \| Cofidis \| + 1 min 39 s \| \| 9e \| Georg Steinhauser \| Allemagne \| Allemagne espoirs \| + 1 min 46 s \| \| 10e \| José Manuel Díaz \| Espagne \| Delko \| + 1 min 57 s \| |                     |           |                                    |                 |
| |                     |           |                                    |                 |
| Sources : ProCyclingStats Cycling Archives |                     |           |                                    |                 |
| Classement général |                     |           |                                    |                 |
| Coureur | Coureur             | Pays      | Équipe                             | Temps           |
| 1er | Michael Storer      | Australie | Team DSM                           | 9 h 00 min 35 s |
| 2e | Harm Vanhoucke      | Belgique  | Lotto-Soudal                       | + 55 s          |
| 3e | Matteo Badilatti    | Suisse    | Groupama-FDJ                       | + 1 min 01 s    |
| 4e | Andrea Bagioli      | Italie    | Deceuninck-Quick Step              | + 1 min 15 s    |
| 5e | Mattias Skjelmose   | Danemark  | Trek-Segafredo                     | + 1 min 17 s    |
| 6e | Clément Champoussin | France    | AG2R Citroën Team                  | + 1 min 23 s    |
| 7e | Georg Zimmermann    | Allemagne | Intermarché-Wanty-Gobert Matériaux | + 1 min 29 s    |
| 8e | Rémy Rochas         | France    | Cofidis                            | + 1 min 39 s    |
| 9e | Georg Steinhauser   | Allemagne | Allemagne espoirs                  | + 1 min 46 s    |
| 10e | José Manuel Díaz    | Espagne   | Delko                              | + 1 min 57 s    |

## Classements finals

### Classement général
| \| Classement général \| Classement général \| Classement général \| Classement général \| Classement général \| \| Coureur \| Coureur \| Pays \| Équipe \| Temps \| \| ------------------ \| ------------------- \| ------------------ \| ---------------------------------- \| ------------------ \| \| 1er \| Michael Storer \| Australie \| Team DSM \| 9 h 00 min 35 s \| \| 2e \| Harm Vanhoucke \| Belgique \| Lotto-Soudal \| + 55 s \| \| 3e \| Matteo Badilatti \| Suisse \| Groupama-FDJ \| + 1 min 01 s \| \| 4e \| Andrea Bagioli \| Italie \| Deceuninck-Quick Step \| + 1 min 15 s \| \| 5e \| Mattias Skjelmose \| Danemark \| Trek-Segafredo \| + 1 min 17 s \| \| 6e \| Clément Champoussin \| France \| AG2R Citroën Team \| + 1 min 23 s \| \| 7e \| Georg Zimmermann \| Allemagne \| Intermarché-Wanty-Gobert Matériaux \| + 1 min 29 s \| \| 8e \| Rémy Rochas \| France \| Cofidis \| + 1 min 39 s \| \| 9e \| Georg Steinhauser \| Allemagne \| Allemagne espoirs \| + 1 min 46 s \| \| 10e \| José Manuel Díaz \| Espagne \| Delko \| + 1 min 57 s \| |                     |           |                                    |                 |
| |                     |           |                                    |                 |
| Sources : ProCyclingStats Cycling Archives |                     |           |                                    |                 |
| Classement général |                     |           |                                    |                 |
| Coureur | Coureur             | Pays      | Équipe                             | Temps           |
| 1er | Michael Storer      | Australie | Team DSM                           | 9 h 00 min 35 s |
| 2e | Harm Vanhoucke      | Belgique  | Lotto-Soudal                       | + 55 s          |
| 3e | Matteo Badilatti    | Suisse    | Groupama-FDJ                       | + 1 min 01 s    |
| 4e | Andrea Bagioli      | Italie    | Deceuninck-Quick Step              | + 1 min 15 s    |
| 5e | Mattias Skjelmose   | Danemark  | Trek-Segafredo                     | + 1 min 17 s    |
| 6e | Clément Champoussin | France    | AG2R Citroën Team                  | + 1 min 23 s    |
| 7e | Georg Zimmermann    | Allemagne | Intermarché-Wanty-Gobert Matériaux | + 1 min 29 s    |
| 8e | Rémy Rochas         | France    | Cofidis                            | + 1 min 39 s    |
| 9e | Georg Steinhauser   | Allemagne | Allemagne espoirs                  | + 1 min 46 s    |
| 10e | José Manuel Díaz    | Espagne   | Delko                              | + 1 min 57 s    |

### Classements annexes
| Classement par points | Classement par points | Classement par points | Classement par points              | Classement par points |
| Coureur               | Coureur               | Pays                  | Équipe                             | Points                |
| --------------------- | --------------------- | --------------------- | ---------------------------------- | --------------------- |
| 1er                   | Michael Storer        | Australie             | Team DSM                           | 45 pts                |
| 2e                    | Harm Vanhoucke        | Belgique              | Lotto-Soudal                       | 30 pts                |
| 3e                    | Georg Zimmermann      | Allemagne             | Intermarché-Wanty-Gobert Matériaux | 25 pts                |
| 4e                    | Álvaro Hodeg          | Colombie              | Deceuninck-Quick Step              | 25 pts                |
| 5e                    | Matteo Badilatti      | Suisse                | Groupama-FDJ                       | 24 pts                |
| 6e                    | Andrea Bagioli        | Italie                | Deceuninck-Quick Step              | 20 pts                |
| 7e                    | Mattias Skjelmose     | Danemark              | Trek-Segafredo                     | 16 pts                |
| 8e                    | Bryan Coquard         | France                | B&B Hotels p/b KTM                 | 16 pts                |
| 9e                    | Rémy Rochas           | France                | Cofidis                            | 14 pts                |
| 10e                   | José Manuel Díaz      | Espagne               | Delko                              | 12 pts                |

| Classement par points | Classement par points | Classement par points | Classement par points              | Classement par points |
| Coureur               | Coureur               | Pays                  | Équipe                             | Points                |
| --------------------- | --------------------- | --------------------- | ---------------------------------- | --------------------- |
| 1er                   | Michael Storer        | Australie             | Team DSM                           | 45 pts                |
| 2e                    | Harm Vanhoucke        | Belgique              | Lotto-Soudal                       | 30 pts                |
| 3e                    | Georg Zimmermann      | Allemagne             | Intermarché-Wanty-Gobert Matériaux | 25 pts                |
| 4e                    | Álvaro Hodeg          | Colombie              | Deceuninck-Quick Step              | 25 pts                |
| 5e                    | Matteo Badilatti      | Suisse                | Groupama-FDJ                       | 24 pts                |
| 6e                    | Andrea Bagioli        | Italie                | Deceuninck-Quick Step              | 20 pts                |
| 7e                    | Mattias Skjelmose     | Danemark              | Trek-Segafredo                     | 16 pts                |
| 8e                    | Bryan Coquard         | France                | B&B Hotels p/b KTM                 | 16 pts                |
| 9e                    | Rémy Rochas           | France                | Cofidis                            | 14 pts                |
| 10e                   | José Manuel Díaz      | Espagne               | Delko                              | 12 pts                |

| Classement de la montagne | Classement de la montagne | Classement de la montagne | Classement de la montagne | Classement de la montagne |
| Coureur                   | Coureur                   | Pays                      | Équipe                    | Points                    |
| ------------------------- | ------------------------- | ------------------------- | ------------------------- | ------------------------- |
| 1er                       | Michael Storer            | Australie                 | Team DSM                  | 20 pts                    |
| 2e                        | Sylvain Moniquet          | Belgique                  | Lotto-Soudal              | 15 pts                    |
| 3e                        | Simon Guglielmi           | France                    | Groupama-FDJ              | 13 pts                    |
| 4e                        | Clément Champoussin       | France                    | AG2R Citroën Team         | 12 pts                    |
| 5e                        | Sebastian Schönberger     | Autriche                  | B&B Hotels p/b KTM        | 10 pts                    |
| 6e                        | Matteo Badilatti          | Suisse                    | Groupama-FDJ              | 10 pts                    |
| 7e                        | Rémy Rochas               | France                    | Cofidis                   | 8 pts                     |
| 8e                        | Carmelo Urbano            | Espagne                   | Caja Rural-Seguros RGA    | 8 pts                     |
| 9e                        | Quentin Pacher            | France                    | B&B Hotels p/b KTM        | 8 pts                     |
| 10e                       | Victor Lafay              | France                    | Cofidis                   | 8 pts                     |

| Classement de la montagne | Classement de la montagne | Classement de la montagne | Classement de la montagne | Classement de la montagne |
| Coureur                   | Coureur                   | Pays                      | Équipe                    | Points                    |
| ------------------------- | ------------------------- | ------------------------- | ------------------------- | ------------------------- |
| 1er                       | Michael Storer            | Australie                 | Team DSM                  | 20 pts                    |
| 2e                        | Sylvain Moniquet          | Belgique                  | Lotto-Soudal              | 15 pts                    |
| 3e                        | Simon Guglielmi           | France                    | Groupama-FDJ              | 13 pts                    |
| 4e                        | Clément Champoussin       | France                    | AG2R Citroën Team         | 12 pts                    |
| 5e                        | Sebastian Schönberger     | Autriche                  | B&B Hotels p/b KTM        | 10 pts                    |
| 6e                        | Matteo Badilatti          | Suisse                    | Groupama-FDJ              | 10 pts                    |
| 7e                        | Rémy Rochas               | France                    | Cofidis                   | 8 pts                     |
| 8e                        | Carmelo Urbano            | Espagne                   | Caja Rural-Seguros RGA    | 8 pts                     |
| 9e                        | Quentin Pacher            | France                    | B&B Hotels p/b KTM        | 8 pts                     |
| 10e                       | Victor Lafay              | France                    | Cofidis                   | 8 pts                     |

| Classement du meilleur jeune | Classement du meilleur jeune | Classement du meilleur jeune | Classement du meilleur jeune | Classement du meilleur jeune |
| Coureur                      | Coureur                      | Pays                         | Équipe                       | Temps                        |
| ---------------------------- | ---------------------------- | ---------------------------- | ---------------------------- | ---------------------------- |
| 1er                          | Andrea Bagioli               | Italie                       | Deceuninck-Quick Step        | 9 h 01 min 02 s              |
| 2e                           | Mattias Skjelmose            | Danemark                     | Trek-Segafredo               | + 2 s                        |
| 3e                           | Clément Champoussin          | France                       | AG2R Citroën Team            | + 8 s                        |
| 4e                           | Georg Steinhauser            | Allemagne                    | Allemagne espoirs            | + 31 s                       |
| 5e                           | Andreas Kron                 | Danemark                     | Lotto-Soudal                 | + 46 s                       |
| 6e                           | Sean Quinn                   | États-Unis                   | Hagens Berman Axeon          | + 2 min 08 s                 |
| 7e                           | Maxime Chevalier             | France                       | B&B Hotels p/b KTM           | + 2 min 08 s                 |
| 8e                           | Jakob Gessner                | Allemagne                    | Rad-net Rose Team            | + 2 min 08 s                 |
| 9e                           | Jhojan García                | Colombie                     | Caja Rural-Seguros RGA       | + 2 min 08 s                 |
| 10e                          | Michel Ries                  | Luxembourg                   | Trek-Segafredo               | + 2 min 08 s                 |

| Classement du meilleur jeune | Classement du meilleur jeune | Classement du meilleur jeune | Classement du meilleur jeune | Classement du meilleur jeune |
| Coureur                      | Coureur                      | Pays                         | Équipe                       | Temps                        |
| ---------------------------- | ---------------------------- | ---------------------------- | ---------------------------- | ---------------------------- |
| 1er                          | Andrea Bagioli               | Italie                       | Deceuninck-Quick Step        | 9 h 01 min 02 s              |
| 2e                           | Mattias Skjelmose            | Danemark                     | Trek-Segafredo               | + 2 s                        |
| 3e                           | Clément Champoussin          | France                       | AG2R Citroën Team            | + 8 s                        |
| 4e                           | Georg Steinhauser            | Allemagne                    | Allemagne espoirs            | + 31 s                       |
| 5e                           | Andreas Kron                 | Danemark                     | Lotto-Soudal                 | + 46 s                       |
| 6e                           | Sean Quinn                   | États-Unis                   | Hagens Berman Axeon          | + 2 min 08 s                 |
| 7e                           | Maxime Chevalier             | France                       | B&B Hotels p/b KTM           | + 2 min 08 s                 |
| 8e                           | Jakob Gessner                | Allemagne                    | Rad-net Rose Team            | + 2 min 08 s                 |
| 9e                           | Jhojan García                | Colombie                     | Caja Rural-Seguros RGA       | + 2 min 08 s                 |
| 10e                          | Michel Ries                  | Luxembourg                   | Trek-Segafredo               | + 2 min 08 s                 |

| Classement par équipes | Classement par équipes | Classement par équipes | Classement par équipes |
| Équipe                 | Équipe                 | Pays                   | Temps                  |
| ---------------------- | ---------------------- | ---------------------- | ---------------------- |
| 1re                    | Lotto Soudal           | Belgique               | 27 h 44 min 28 s       |
| 2e                     | Groupama-FDJ           | France                 | + 2 s                  |
| 3e                     | France                 | France                 | + 9 min 02 s           |
| 4e                     | Allemagne espoirs      | Allemagne              | + 13 min 32 s          |
| 5e                     | B&B Hotels p/b KTM     | France                 | + 13 min 34 s          |
| 6e                     | Trek-Segafredo         | États-Unis             | + 13 min 44 s          |
| 7e                     | AG2R Citroën Team      | France                 | + 13 min 58 s          |
| 8e                     | Gazprom-RusVelo        | Russie                 | + 15 min 06 s          |
| 9e                     | Arkéa-Samsic           | France                 | + 18 min 05 s          |
| 10e                    | Eolo-Kometa            | Italie                 | + 27 min 36 s          |

| Classement par équipes | Classement par équipes | Classement par équipes | Classement par équipes |
| Équipe                 | Équipe                 | Pays                   | Temps                  |
| ---------------------- | ---------------------- | ---------------------- | ---------------------- |
| 1re                    | Lotto Soudal           | Belgique               | 27 h 44 min 28 s       |
| 2e                     | Groupama-FDJ           | France                 | + 2 s                  |
| 3e                     | France                 | France                 | + 9 min 02 s           |
| 4e                     | Allemagne espoirs      | Allemagne              | + 13 min 32 s          |
| 5e                     | B&B Hotels p/b KTM     | France                 | + 13 min 34 s          |
| 6e                     | Trek-Segafredo         | États-Unis             | + 13 min 44 s          |
| 7e                     | AG2R Citroën Team      | France                 | + 13 min 58 s          |
| 8e                     | Gazprom-RusVelo        | Russie                 | + 15 min 06 s          |
| 9e                     | Arkéa-Samsic           | France                 | + 18 min 05 s          |
| 10e                    | Eolo-Kometa            | Italie                 | + 27 min 36 s          |

### Classements UCI
La course attribue le même nombre de points pour l'UCI Europe Tour 2021 et le Classement mondial UCI (pour tous les coureurs).

### Évolution des classements
| Étape              |                           | Vainqueur _      | Classement général | Classement par points | Meilleur grimpeur | Meilleur jeune    | Super-combatif       | Meilleure équipe  |
| ------------------ | ------------------------- | ---------------- | ------------------ | --------------------- | ----------------- | ----------------- | -------------------- | ----------------- |
| 1re étape          | étape de plaine           | Álvaro Hodeg     | Álvaro Hodeg       | Álvaro Hodeg          | Alexander Tarlton | Jason Tesson      | Antoine Duchesne     | AG2R Citroën Team |
| 2e étape           | étape de moyenne montagne | Georg Zimmermann | Georg Zimmermann   | Georg Zimmermann      | Sylvain Moniquet  | Georg Steinhauser | Florent Castellarnau | Lotto-Soudal      |
| 3e étape           | étape de moyenne montagne | Michael Storer   | Michael Storer     | Michael Storer        | Michael Storer    | Andrea Bagioli    | Michael Storer       | Lotto-Soudal      |
| Classements finals | Classements finals        |                  | Michael Storer     | Michael Storer        | Michael Storer    | Andrea Bagioli    | Michael Storer       | Lotto Soudal      |

## Liste des participants
| Légende                             | Légende                                                                                                  | Légende                                | Légende                                                                                                  |
| ----------------------------------- | --- | -------------------------------------- | --- |
| Num                                 | Dossard de départ porté par le coureur sur ce Tour de l'Ain                                              | Pos                                    | Position finale au classement général                                                                    |
| Leader du classement général        | Indique le vainqueur du classement général                                                               | Leader du classement par points        | Indique le vainqueur du classement par points                                                            |
| Leader du classement de la montagne | Indique le vainqueur du classement de la montagne                                                        | Leader du classement du meilleur jeune | Indique le vainqueur du classement du meilleur jeune                                                     |
|                                     | Indique un maillot de champion national ou mondial, suivi de sa spécialité                               | #                                      | Indique la meilleure équipe                                                                              |
| NP                                  | Indique un coureur qui n'a pas pris le départ d'une étape, suivi du numéro de l'étape où il s'est retiré | AB                                     | Indique un coureur qui n'a pas terminé une étape, suivi du numéro de l'étape où il s'est retiré          |
| HD                                  | Indique un coureur qui a terminé une étape hors des délais, suivi du numéro de l'étape                   | *                                      | Indique un coureur en lice pour le classement du meilleur jeune (coureurs nés après le 1er janvier 1996) |

| AG2R Citroën Team ACT | AG2R Citroën Team ACT        | AG2R Citroën Team ACT |
| --------------------- | ---------------------------- | --------------------- |
| Num                   | Coureur                      | Pos                   |
| 1                     | Clément Champoussin (FRA)    | 6e                    |
| 2                     | Dorian Godon (FRA)           | 68e                   |
| 3                     | Aurélien Paret-Peintre (FRA) | 38e                   |
| 4                     | Nans Peters (FRA)            | 77e                   |
| 5                     | Nicolas Prodhomme (FRA)      | 51e                   |
| 6                     | Clément Venturini (FRA)      | 32e                   |

| Cofidis COF | Cofidis COF           | Cofidis COF |
| ----------- | --------------------- | ----------- |
| Num         | Coureur               | Pos         |
| 11          | Victor Lafay (FRA)    | 37e         |
| 12          | Thomas Champion (FRA) | 59e         |
| 13          | Jempy Drucker (LUX)   | 86e         |
| 14          | Eddy Finé (FRA)       | 67e         |
| 15          | Emmanuel Morin (FRA)  | 71e         |
| 16          | Rémy Rochas (FRA)     | 8e          |

| Groupama-FDJ GFC | Groupama-FDJ GFC        | Groupama-FDJ GFC |
| ---------------- | ----------------------- | ---------------- |
| Num              | Coureur                 | Pos              |
| 21               | Antoine Duchesne (CAN)  | 60e              |
| 22               | Simon Guglielmi (FRA)   | 43e              |
| 23               | Olivier Le Gac (FRA)    | 11e              |
| 24               | Tobias Ludvigsson (SWE) | 54e              |
| 25               | Rudy Molard (FRA)       | 17e              |
| 26               | Matteo Badilatti (SUI)  | 3e               |

| Deceuninck-Quick Step DQT | Deceuninck-Quick Step DQT | Deceuninck-Quick Step DQT |
| ------------------------- | ------------------------- | ------------------------- |
| Num                       | Coureur                   | Pos                       |
| 31                        | Shane Archbold (NZL)      | 82e                       |
| 32                        | Andrea Bagioli (ITA)      | 4e                        |
| 33                        | Ian Garrison (USA)        | 101e                      |
| 34                        | Álvaro Hodeg (COL)        | 70e                       |
| 35                        | Stijn Steels (BEL)        | 92e                       |
| 36                        | Jannik Steimle (GER)      | 42e                       |

| Team DSM DSM | Team DSM DSM             | Team DSM DSM |
| ------------ | ------------------------ | ------------ |
| Num          | Coureur                  | Pos          |
| 41           | Felix Gall (AUT)         | 91e          |
| 42           | Michael Storer (AUS)     | 1er          |
| 43           | Florian Stork (GER)      | 99e          |
| 44           | Marco Brenner (GER)      | HD-3         |
| 45           | Gianmarco Garofoli (ITA) | AB-2         |
| 46           | Henri Vandenabeele (BEL) | 48e          |

| Intermarché-Wanty-Gobert Matériaux IWG | Intermarché-Wanty-Gobert Matériaux IWG | Intermarché-Wanty-Gobert Matériaux IWG |
| -------------------------------------- | -------------------------------------- | -------------------------------------- |
| Num                                    | Coureur                                | Pos                                    |
| 51                                     | Jérémy Bellicaud (FRA)                 | AB-3                                   |
| 52                                     | Théo Delacroix (FRA)                   | 66e                                    |
| 53                                     | Jan Hirt (CZE)                         | 55e                                    |
| 54                                     | Riccardo Minali (ITA)                  | 98e                                    |
| 55                                     | Pieter Vanspeybrouck (BEL)             | AB-2                                   |
| 56                                     | Georg Zimmermann (GER)                 | 7e                                     |

| Lotto-Soudal LTS | Lotto-Soudal LTS         | Lotto-Soudal LTS |
| ---------------- | ------------------------ | ---------------- |
| Num              | Coureur                  | Pos              |
| 61               | Steff Cras (BEL)         | 15e              |
| 62               | Frederik Frison (BEL)    | 90e              |
| 63               | Andreas Kron (DEN)       | 13e              |
| 64               | Sylvain Moniquet (BEL)   | 56e              |
| 65               | Harm Vanhoucke (BEL)     | 2e               |
| 66               | Florian Vermeersch (BEL) | 79e              |

| Trek-Segafredo TFS | Trek-Segafredo TFS      | Trek-Segafredo TFS |
| ------------------ | ----------------------- | ------------------ |
| Num                | Coureur                 | Pos                |
| 71                 | Niklas Eg (DEN)         | 44e                |
| 72                 | Kiel Reijnen (USA)      | 96e                |
| 73                 | Michel Ries (LUX)       | 23e                |
| 74                 | Quinn Simmons (USA)     | 41e                |
| 75                 | Mattias Skjelmose (DEN) | 5e                 |
| 76                 | Antonio Tiberi (ITA)    | 78e                |

| B&B Hotels p/b KTM BBK | B&B Hotels p/b KTM BBK      | B&B Hotels p/b KTM BBK |
| ---------------------- | --------------------------- | ---------------------- |
| Num                    | Coureur                     | Pos                    |
| 81                     | Alan Boileau (FRA)          | 46e                    |
| 82                     | Jonas Van Genechten (BEL)   | 100e                   |
| 83                     | Maxime Chevalier (FRA)      | 20e                    |
| 84                     | Bryan Coquard (FRA)         | 84e                    |
| 85                     | Quentin Pacher (FRA)        | 27e                    |
| 86                     | Sebastian Schönberger (AUT) | 39e                    |

| Arkéa-Samsic ARK | Arkéa-Samsic ARK         | Arkéa-Samsic ARK |
| ---------------- | ------------------------ | ---------------- |
| Num              | Coureur                  | Pos              |
| 91               | Maxime Bouet (FRA)       | 24e              |
| 92               | Anthony Delaplace (FRA)  | 36e              |
| 93               | Élie Gesbert (FRA)       | 33e              |
| 94               | Thibault Guernalec (FRA) | 75e              |
| 95               | Christophe Noppe (BEL)   | NP-3             |
| 96               | Nacer Bouhanni (FRA)     | NP-3             |

| Alpecin-Fenix AFC | Alpecin-Fenix AFC          | Alpecin-Fenix AFC |
| ----------------- | -------------------------- | ----------------- |
| Num               | Coureur                    | Pos               |
| 101               | Floris De Tier (BEL)       | 14e               |
| 102               | Dries De Bondt (BEL)       | 85e               |
| 103               | Otto Vergaerde (BEL)       | 83e               |
| 104               | Alexandar Richardson (GBR) | AB-3              |
| 105               | Philipp Walsleben (GER)    | 87e               |
| 106               | Lubomír Petruš (CZE)       | 97e               |

| Delko DKO | Delko DKO                | Delko DKO |
| --------- | ------------------------ | --------- |
| Num       | Coureur                  | Pos       |
| 111       | Clément Carisey (FRA)    | AB-1      |
| 112       | Lucas De Rossi (FRA)     | 89e       |
| 113       | José Manuel Díaz (ESP)   | 10e       |
| 114       | Delio Fernández (ESP)    | 35e       |
| 115       | Mathias Le Turnier (FRA) | 64e       |
| 116       | Pierre Barbier (FRA)     | AB-1      |

| TotalEnergies TDE | TotalEnergies TDE        | TotalEnergies TDE |
| ----------------- | ------------------------ | ----------------- |
| Num               | Coureur                  | Pos               |
| 121               | Niccolò Bonifazio (ITA)  | AB-2              |
| 122               | Mathieu Burgaudeau (FRA) | 63e               |
| 123               | Fabien Doubey (FRA)      | 45e               |
| 124               | Alexandre Geniez (FRA)   | 62e               |
| 125               | Pierre Latour (FRA)      | 12e               |
| 126               | Geoffrey Soupe (FRA)     | 58e               |

| Caja Rural-Seguros RGA CJR | Caja Rural-Seguros RGA CJR | Caja Rural-Seguros RGA CJR |
| -------------------------- | -------------------------- | -------------------------- |
| Num                        | Coureur                    | Pos                        |
| 131                        | Álvaro Cuadros (ESP)       | 93e                        |
| 132                        | David González López (ESP) | AB-3                       |
| 133                        | Sergio Román Martín (ESP)  | 69e                        |
| 134                        | Jhojan García (COL)        | 22e                        |
| 135                        | Josu Etxeberria (ESP)      | AB-2                       |
| 136                        | Carmelo Urbano (ESP)       | 95e                        |

| Gazprom-RusVelo GAZ | Gazprom-RusVelo GAZ      | Gazprom-RusVelo GAZ |
| ------------------- | ------------------------ | ------------------- |
| Num                 | Coureur                  | Pos                 |
| 141                 | Artem Nych (RUS)         | 61e                 |
| 142                 | Christian Scaroni (ITA)  | 73e                 |
| 143                 | Dmitri Strakhov (RUS)    | 18e                 |
| 144                 | Nikolay Cherkasov (RUS)  | 31e                 |
| 145                 | Sergey Chernetskiy (RUS) | 28e                 |
| 146                 | Pavel Kochetkov (RUS)    | 74e                 |

| Eolo-Kometa EOK | Eolo-Kometa EOK              | Eolo-Kometa EOK |
| --------------- | ---------------------------- | --------------- |
| Num             | Coureur                      | Pos             |
| 151             | Erik Fetter (HUN)            | 57e             |
| 152             | Mattia Frapporti (ITA)       | AB-3            |
| 153             | Sergio García González (ESP) | 52e             |
| 154             | Mark Christian (GBR)         | 47e             |
| 155             | Luca Wackermann (ITA)        | AB-3            |
| 156             | Edward Ravasi (ITA)          | 29e             |

| Saint Michel-Auber 93 AUB | Saint Michel-Auber 93 AUB | Saint Michel-Auber 93 AUB |
| ------------------------- | ------------------------- | ------------------------- |
| Num                       | Coureur                   | Pos                       |
| 161                       | Romain Cardis (FRA)       | 94e                       |
| 162                       | Anthony Maldonado (FRA)   | AB-2                      |
| 163                       | Flavien Maurelet (FRA)    | 53e                       |
| 164                       | Morne van Niekerk (RSA)   | AB-3                      |
| 165                       | Tony Hurel (FRA)          | AB-2                      |
| 166                       | Jason Tesson (FRA)        | 102e                      |

| Xelliss-Roubaix Lille Métropole XRL | Xelliss-Roubaix Lille Métropole XRL | Xelliss-Roubaix Lille Métropole XRL |
| ----------------------------------- | ----------------------------------- | ----------------------------------- |
| Num                                 | Coureur                             | Pos                                 |
| 171                                 | Julien Antomarchi (FRA)             | AB-3                                |
| 172                                 | Ivan Centrone (LUX)                 | AB-2                                |
| 173                                 | Mathias De Witte (BEL)              | 72e                                 |
| 174                                 | Dylan Kowalski (FRA)                | AB-3                                |
| 175                                 | Maxime Urruty (FRA)                 | 80e                                 |
| 176                                 | Jérémy Leveau (FRA)                 | 88e                                 |

| Hagens Berman Axeon HBA | Hagens Berman Axeon HBA  | Hagens Berman Axeon HBA |
| ----------------------- | ------------------------ | ----------------------- |
| Num                     | Coureur                  | Pos                     |
| 181                     | Sean Quinn (USA)         | 19e                     |
| 182                     | Matthew Riccitello (USA) | 25e                     |
| 183                     | Pedro Andrade (POR)      | 103e                    |
| 184                     | Diogo Barbosa (POR)      | AB-2                    |
| 185                     | Samuel Janisch (USA)     | 104e                    |

| Allemagne espoirs GER | Allemagne espoirs GER | Allemagne espoirs GER |
| --------------------- | --------------------- | --------------------- |
| Num                   | Coureur               | Pos                   |
| 191                   | Florian Lipowitz      | 65e                   |
| 192                   | Jakob Gessner         | 21e                   |
| 193                   | Dominik Röber         | 40e                   |
| 194                   | Jannis Peter          | 49e                   |
| 195                   | Georg Steinhauser     | 9e                    |
| 196                   | Alexander Tarlton     | 76e                   |

| France FRA | France FRA           | France FRA |
| ---------- | -------------------- | ---------- |
| Num        | Coureur              | Pos        |
| 201        | Stefan Bennett       | 26e        |
| 202        | Émile Brenans        | 81e        |
| 203        | Florent Castellarnau | 16e        |
| 204        | Clément Jolibert     | 30e        |
| 205        | Clément Didier       | 50e        |
| 206        | Louis Richard        | 34e        |

| AG2R Citroën Team ACT | AG2R Citroën Team ACT        | AG2R Citroën Team ACT |
| --------------------- | ---------------------------- | --------------------- |
| Num                   | Coureur                      | Pos                   |
| 1                     | Clément Champoussin (FRA)    | 6e                    |
| 2                     | Dorian Godon (FRA)           | 68e                   |
| 3                     | Aurélien Paret-Peintre (FRA) | 38e                   |
| 4                     | Nans Peters (FRA)            | 77e                   |
| 5                     | Nicolas Prodhomme (FRA)      | 51e                   |
| 6                     | Clément Venturini (FRA)      | 32e                   |

| Cofidis COF | Cofidis COF           | Cofidis COF |
| ----------- | --------------------- | ----------- |
| Num         | Coureur               | Pos         |
| 11          | Victor Lafay (FRA)    | 37e         |
| 12          | Thomas Champion (FRA) | 59e         |
| 13          | Jempy Drucker (LUX)   | 86e         |
| 14          | Eddy Finé (FRA)       | 67e         |
| 15          | Emmanuel Morin (FRA)  | 71e         |
| 16          | Rémy Rochas (FRA)     | 8e          |

| Groupama-FDJ GFC | Groupama-FDJ GFC        | Groupama-FDJ GFC |
| ---------------- | ----------------------- | ---------------- |
| Num              | Coureur                 | Pos              |
| 21               | Antoine Duchesne (CAN)  | 60e              |
| 22               | Simon Guglielmi (FRA)   | 43e              |
| 23               | Olivier Le Gac (FRA)    | 11e              |
| 24               | Tobias Ludvigsson (SWE) | 54e              |
| 25               | Rudy Molard (FRA)       | 17e              |
| 26               | Matteo Badilatti (SUI)  | 3e               |

| Deceuninck-Quick Step DQT | Deceuninck-Quick Step DQT | Deceuninck-Quick Step DQT |
| ------------------------- | ------------------------- | ------------------------- |
| Num                       | Coureur                   | Pos                       |
| 31                        | Shane Archbold (NZL)      | 82e                       |
| 32                        | Andrea Bagioli (ITA)      | 4e                        |
| 33                        | Ian Garrison (USA)        | 101e                      |
| 34                        | Álvaro Hodeg (COL)        | 70e                       |
| 35                        | Stijn Steels (BEL)        | 92e                       |
| 36                        | Jannik Steimle (GER)      | 42e                       |

| Team DSM DSM | Team DSM DSM             | Team DSM DSM |
| ------------ | ------------------------ | ------------ |
| Num          | Coureur                  | Pos          |
| 41           | Felix Gall (AUT)         | 91e          |
| 42           | Michael Storer (AUS)     | 1er          |
| 43           | Florian Stork (GER)      | 99e          |
| 44           | Marco Brenner (GER)      | HD-3         |
| 45           | Gianmarco Garofoli (ITA) | AB-2         |
| 46           | Henri Vandenabeele (BEL) | 48e          |

| Intermarché-Wanty-Gobert Matériaux IWG | Intermarché-Wanty-Gobert Matériaux IWG | Intermarché-Wanty-Gobert Matériaux IWG |
| -------------------------------------- | -------------------------------------- | -------------------------------------- |
| Num                                    | Coureur                                | Pos                                    |
| 51                                     | Jérémy Bellicaud (FRA)                 | AB-3                                   |
| 52                                     | Théo Delacroix (FRA)                   | 66e                                    |
| 53                                     | Jan Hirt (CZE)                         | 55e                                    |
| 54                                     | Riccardo Minali (ITA)                  | 98e                                    |
| 55                                     | Pieter Vanspeybrouck (BEL)             | AB-2                                   |
| 56                                     | Georg Zimmermann (GER)                 | 7e                                     |

| Lotto-Soudal LTS | Lotto-Soudal LTS         | Lotto-Soudal LTS |
| ---------------- | ------------------------ | ---------------- |
| Num              | Coureur                  | Pos              |
| 61               | Steff Cras (BEL)         | 15e              |
| 62               | Frederik Frison (BEL)    | 90e              |
| 63               | Andreas Kron (DEN)       | 13e              |
| 64               | Sylvain Moniquet (BEL)   | 56e              |
| 65               | Harm Vanhoucke (BEL)     | 2e               |
| 66               | Florian Vermeersch (BEL) | 79e              |

| Trek-Segafredo TFS | Trek-Segafredo TFS      | Trek-Segafredo TFS |
| ------------------ | ----------------------- | ------------------ |
| Num                | Coureur                 | Pos                |
| 71                 | Niklas Eg (DEN)         | 44e                |
| 72                 | Kiel Reijnen (USA)      | 96e                |
| 73                 | Michel Ries (LUX)       | 23e                |
| 74                 | Quinn Simmons (USA)     | 41e                |
| 75                 | Mattias Skjelmose (DEN) | 5e                 |
| 76                 | Antonio Tiberi (ITA)    | 78e                |

| B&B Hotels p/b KTM BBK | B&B Hotels p/b KTM BBK      | B&B Hotels p/b KTM BBK |
| ---------------------- | --------------------------- | ---------------------- |
| Num                    | Coureur                     | Pos                    |
| 81                     | Alan Boileau (FRA)          | 46e                    |
| 82                     | Jonas Van Genechten (BEL)   | 100e                   |
| 83                     | Maxime Chevalier (FRA)      | 20e                    |
| 84                     | Bryan Coquard (FRA)         | 84e                    |
| 85                     | Quentin Pacher (FRA)        | 27e                    |
| 86                     | Sebastian Schönberger (AUT) | 39e                    |

| Arkéa-Samsic ARK | Arkéa-Samsic ARK         | Arkéa-Samsic ARK |
| ---------------- | ------------------------ | ---------------- |
| Num              | Coureur                  | Pos              |
| 91               | Maxime Bouet (FRA)       | 24e              |
| 92               | Anthony Delaplace (FRA)  | 36e              |
| 93               | Élie Gesbert (FRA)       | 33e              |
| 94               | Thibault Guernalec (FRA) | 75e              |
| 95               | Christophe Noppe (BEL)   | NP-3             |
| 96               | Nacer Bouhanni (FRA)     | NP-3             |

| Alpecin-Fenix AFC | Alpecin-Fenix AFC          | Alpecin-Fenix AFC |
| ----------------- | -------------------------- | ----------------- |
| Num               | Coureur                    | Pos               |
| 101               | Floris De Tier (BEL)       | 14e               |
| 102               | Dries De Bondt (BEL)       | 85e               |
| 103               | Otto Vergaerde (BEL)       | 83e               |
| 104               | Alexandar Richardson (GBR) | AB-3              |
| 105               | Philipp Walsleben (GER)    | 87e               |
| 106               | Lubomír Petruš (CZE)       | 97e               |

| Delko DKO | Delko DKO                | Delko DKO |
| --------- | ------------------------ | --------- |
| Num       | Coureur                  | Pos       |
| 111       | Clément Carisey (FRA)    | AB-1      |
| 112       | Lucas De Rossi (FRA)     | 89e       |
| 113       | José Manuel Díaz (ESP)   | 10e       |
| 114       | Delio Fernández (ESP)    | 35e       |
| 115       | Mathias Le Turnier (FRA) | 64e       |
| 116       | Pierre Barbier (FRA)     | AB-1      |

| TotalEnergies TDE | TotalEnergies TDE        | TotalEnergies TDE |
| ----------------- | ------------------------ | ----------------- |
| Num               | Coureur                  | Pos               |
| 121               | Niccolò Bonifazio (ITA)  | AB-2              |
| 122               | Mathieu Burgaudeau (FRA) | 63e               |
| 123               | Fabien Doubey (FRA)      | 45e               |
| 124               | Alexandre Geniez (FRA)   | 62e               |
| 125               | Pierre Latour (FRA)      | 12e               |
| 126               | Geoffrey Soupe (FRA)     | 58e               |

| Caja Rural-Seguros RGA CJR | Caja Rural-Seguros RGA CJR | Caja Rural-Seguros RGA CJR |
| -------------------------- | -------------------------- | -------------------------- |
| Num                        | Coureur                    | Pos                        |
| 131                        | Álvaro Cuadros (ESP)       | 93e                        |
| 132                        | David González López (ESP) | AB-3                       |
| 133                        | Sergio Román Martín (ESP)  | 69e                        |
| 134                        | Jhojan García (COL)        | 22e                        |
| 135                        | Josu Etxeberria (ESP)      | AB-2                       |
| 136                        | Carmelo Urbano (ESP)       | 95e                        |

| Gazprom-RusVelo GAZ | Gazprom-RusVelo GAZ      | Gazprom-RusVelo GAZ |
| ------------------- | ------------------------ | ------------------- |
| Num                 | Coureur                  | Pos                 |
| 141                 | Artem Nych (RUS)         | 61e                 |
| 142                 | Christian Scaroni (ITA)  | 73e                 |
| 143                 | Dmitri Strakhov (RUS)    | 18e                 |
| 144                 | Nikolay Cherkasov (RUS)  | 31e                 |
| 145                 | Sergey Chernetskiy (RUS) | 28e                 |
| 146                 | Pavel Kochetkov (RUS)    | 74e                 |

| Eolo-Kometa EOK | Eolo-Kometa EOK              | Eolo-Kometa EOK |
| --------------- | ---------------------------- | --------------- |
| Num             | Coureur                      | Pos             |
| 151             | Erik Fetter (HUN)            | 57e             |
| 152             | Mattia Frapporti (ITA)       | AB-3            |
| 153             | Sergio García González (ESP) | 52e             |
| 154             | Mark Christian (GBR)         | 47e             |
| 155             | Luca Wackermann (ITA)        | AB-3            |
| 156             | Edward Ravasi (ITA)          | 29e             |

| Saint Michel-Auber 93 AUB | Saint Michel-Auber 93 AUB | Saint Michel-Auber 93 AUB |
| ------------------------- | ------------------------- | ------------------------- |
| Num                       | Coureur                   | Pos                       |
| 161                       | Romain Cardis (FRA)       | 94e                       |
| 162                       | Anthony Maldonado (FRA)   | AB-2                      |
| 163                       | Flavien Maurelet (FRA)    | 53e                       |
| 164                       | Morne van Niekerk (RSA)   | AB-3                      |
| 165                       | Tony Hurel (FRA)          | AB-2                      |
| 166                       | Jason Tesson (FRA)        | 102e                      |

| Xelliss-Roubaix Lille Métropole XRL | Xelliss-Roubaix Lille Métropole XRL | Xelliss-Roubaix Lille Métropole XRL |
| ----------------------------------- | ----------------------------------- | ----------------------------------- |
| Num                                 | Coureur                             | Pos                                 |
| 171                                 | Julien Antomarchi (FRA)             | AB-3                                |
| 172                                 | Ivan Centrone (LUX)                 | AB-2                                |
| 173                                 | Mathias De Witte (BEL)              | 72e                                 |
| 174                                 | Dylan Kowalski (FRA)                | AB-3                                |
| 175                                 | Maxime Urruty (FRA)                 | 80e                                 |
| 176                                 | Jérémy Leveau (FRA)                 | 88e                                 |

| Hagens Berman Axeon HBA | Hagens Berman Axeon HBA  | Hagens Berman Axeon HBA |
| ----------------------- | ------------------------ | ----------------------- |
| Num                     | Coureur                  | Pos                     |
| 181                     | Sean Quinn (USA)         | 19e                     |
| 182                     | Matthew Riccitello (USA) | 25e                     |
| 183                     | Pedro Andrade (POR)      | 103e                    |
| 184                     | Diogo Barbosa (POR)      | AB-2                    |
| 185                     | Samuel Janisch (USA)     | 104e                    |

| Allemagne espoirs GER | Allemagne espoirs GER | Allemagne espoirs GER |
| --------------------- | --------------------- | --------------------- |
| Num                   | Coureur               | Pos                   |
| 191                   | Florian Lipowitz      | 65e                   |
| 192                   | Jakob Gessner         | 21e                   |
| 193                   | Dominik Röber         | 40e                   |
| 194                   | Jannis Peter          | 49e                   |
| 195                   | Georg Steinhauser     | 9e                    |
| 196                   | Alexander Tarlton     | 76e                   |

| France FRA | France FRA           | France FRA |
| ---------- | -------------------- | ---------- |
| Num        | Coureur              | Pos        |
| 201        | Stefan Bennett       | 26e        |
| 202        | Émile Brenans        | 81e        |
| 203        | Florent Castellarnau | 16e        |
| 204        | Clément Jolibert     | 30e        |
| 205        | Clément Didier       | 50e        |
| 206        | Louis Richard        | 34e        |